# انحناء (هندسة)
في الهندسة التطبيقية، الانحناء هو درجة إزاحة عنصر إنشائي تحت تأثير قوة. الإزاحة قد تكون زاوية أو مسافة.
الإزاحة المسافية لعنصر تحت تأثير الأحمال متصل مباشرةً بميل الشكل المنحني للعنصر تحت الحمل ويمكن محاسبته بتكامل الدالة الرياضية التي توصف ميل العنصر تحت تأثير الحمل. يمكن حساب الانحناء بصيغة قياسية (تعطي فقط الأنحناء كمرة وحالات تحميل علي الأطراف) أو باستخدام طريقة الشغل الأفتراضي، تكامل، طريقة الصلابة المباشرة، طريقة موكلي.الانحناء في الكمرة غلبا يحسب بطريقة معادلة شعاع أويلر-بيرنولي والانحناء في صفيحة أو قشرة تحسب بطريقة نظرية القشرة أو الصفيحة.

## انحناء الكمرة تحت أحمال وركائز مختلفة
تختلف الكمرات كثيراً في التكوين والأبعاد. على سبيل المثال يمكن أن تكون الكمرة مستقيمة أو منحنيه. كما يمكن أن يكون مقطعها العرضي ثابت أو متدرج التضيق. ويمكن أيضًا أن تكون مصنوعة بالكامل من نفس المادة (متجانسة) أو مصنوعة من مواد مختلفة (مركبة). بعض هذة الخواص تجعل التحليل الإنشائي لها صعب بعض الشيء، ولكن الكثير من التطبيقات الهندسية تحتوي علي حالات سهلة وليست معقدة.
يمكن تلخيص التحليل كالأتي:
- تكون الكمرة مستقيمة وليست متدرجة التضيق.
- يكون الانحناء مرن خطياً.
- تكون الكمرة نحيلة (طولها للارتفاعها أكبر من 10).
- تكون الانحناءات صغيرة (أكبر انحناء لا يزيد عن 1/10 من طول البحر.

في هذة الحالة، المعادلة الحاكمة للانحناء هي: {\displaystyle {\cfrac {\mathrm {d} ^{2}w(x)}{\mathrm {d} x^{2}}}={\frac {M(x)}{E(x)I(x)}}}
المشتقة الثانية لشكل المنحني {\displaystyle x} و {\displaystyle E} معامل يونغ، {\displaystyle I} هو معامل عزم القصور الذاتي، {\displaystyle M} هو عزم الإلتواء الداخلي في الكمرة.
وإذا كانت الكمرة متجانسة وليست متدرجة التضيق ويجود عليها حمل موزع {\displaystyle q} , فيمكن كتابة المعادلة:
{\displaystyle EI~{\cfrac {\mathrm {d} ^{4}w(x)}{\mathrm {d} x^{4}}}=q(x)}
هذه المعادلة يمكن حل الكمرة تحت تأثير أنماط أحمال مختلفة.عدد من الأمثلة البسيطة بالأسفل.المعادلات المستخدمة مقربة لكمرة رفيعة، طويلة، متجانسة، مرنه خطياً ولديها إنحاءات صغيرة.تحت هذة الظروف، التقريبات تعطي الإجابة صحيحة ولكن يوجد بها حوالي 5% نسبة خطأ.

### كمرات الكابولي

كمرة كابولي.

كمرات الكابولي هي كمرات مثبتة من طرف واحد فقط، لهذا الأنحاء عند الطرف المثبت يساوي صفر. 

### كمرات الكابولي المحملة عند الأطراف

كمرة كابولي لها حمل عند الطرف

الانحناء المرن {\displaystyle \delta } , زاوية الانحناء {\displaystyle \phi } (راديان) عند الطرف الحر كما موضح في الصورة، يمكن حساب الانحناء لكمرة كابولي (ليس لها وزن) عليها حمل طرفي عن طريق:
{\displaystyle \delta _{B}={\frac {FL^{3}}{3EI}}}
{\displaystyle \phi _{B}={\frac {FL^{2}}{2EI}}}
حيث:: {\displaystyle F} = قوة عند طرف الكمرة.
{\displaystyle L} = طول الكمرة (طول البحر).
{\displaystyle E} = معامل يونغ.
{\displaystyle I} = معامل عزم القصور الذاتي لقطاع العرضي للكمرة.
ملحوظة:
إذا زاد طول البحر للضعف، الأنحناء يزيد بثمان أضعاف.الانحناء عند أي نقطة {\displaystyle x} بطول البحر للكمرة، وعليها حمل طرفي يمكن حسابه:
{\displaystyle \delta _{x}={\frac {Fx^{2}}{6EI}}(3L-x)}
{\displaystyle \phi _{x}={\frac {Fx}{2EI}}(2L-x)}
عندما {\displaystyle x=L} (نهاية الكمرة), معادلات {\displaystyle \delta _{x}} و {\displaystyle \phi _{x}} بالأعلي تساوي معادلات {\displaystyle \delta _{B}} و {\displaystyle \phi _{B}} الموجودة بالأسفل.

### كمرات كابولي عليها حمل موزع

كمرات كابولي عليها حمل موزع

الانحناء في الكمرة الكابولي عند الطرف الحر يمكن حسابه:
{\displaystyle \delta _{B}={\frac {qL^{4}}{8EI}}}
{\displaystyle \phi _{B}={\frac {qL^{3}}{6EI}}} حيث::: {\displaystyle q} = حمل موزع متساوي.
{\displaystyle L} = طول الكمرة.
{\displaystyle E} =معامل المرونة.
{\displaystyle I} = معامل عزم القصور الذاتي.
قيمة الانحناء عند أي نقطة {\displaystyle x} علي طول كمرة الكابولي عليها حمل موزع متساوي يمكن حسابه عن طريق:
{\displaystyle \delta _{x}={\frac {qx^{2}}{24EI}}(6L^{2}-4Lx+x^{2})}
{\displaystyle \phi _{x}={\frac {qx}{6EI}}(3L^{2}-3Lx+x^{2})}

### كمرات بسيطة مرتكزة عند الأطراف

شكل إنحناء لكمرة بسيطة

هذه الكمرات مرتكزة عند الأطراف علي ركائز فهي تسمح لها بالدوران ولا يحدث انحناء عند الأطراف.

### كمرات بسيطة محملة عند المنتصف

كمرات بسيطة محملة عند المنتصف

الانحناء المرن عند نقطة المنتصف لكمرة بسيطة محملة عند المنتصف يمكن حسابها عن طريق:
{\displaystyle \delta _{C}={\frac {FL^{3}}{48EI}}}
حيث:: {\displaystyle F} = قوة عند منتصف الكمرة.
{\displaystyle L} = طول الكمرة الكلي.
{\displaystyle E} =معامل المرونة (معامل يونغ).
{\displaystyle I} = معامل عزم القصور الذاتي لقطاع العرضي لكمرة.
الانحناء عند أي نقطة {\displaystyle x} علي طول كمرة بسيطة محملة عند المنتصف يمكن حسابه عن طريق:
{\displaystyle \delta _{x}={\frac {Fx}{48EI}}(3L^{2}-4x^{2})}
حيث:
{\displaystyle 0\leq x\leq {\frac {L}{2}}}

### كمرة بسيطة محملة بعيدة عن المنتصف

كمرة بسيطة محملة بعيد عن المتصف

أقصي انحناء لكمرة بسيطة محملة بعيدة عن المنتصف عند مسافة {\displaystyle a} من الركيزة يمكن حسابها عن طريق:
{\displaystyle \delta _{max}={\frac {Fa(L^{2}-a^{2})^{3/2}}{9{\sqrt {3}}LEI}}}
حيث:
{\displaystyle F} = قوة عند منتصف الكمرة.
{\displaystyle L} = طول الكمرة الكلي.
{\displaystyle E} =معامل المرونة (معامل يونغ).
{\displaystyle I} = معامل عزم القصور الذاتي لقطاع العرضي لكمرة.
{\displaystyle a} = مسافة بين الحمل وأقرب ركيزة للحمل مثلاً ({\displaystyle a\leq L/2}).
أقصي انحناء عند مسافة {\displaystyle x_{1}} من أقرب ركيزة يمكن حسابه عن طريق:
{\displaystyle x_{1}={\sqrt {\frac {L^{2}-a^{2}}{3}}}}

### كمرة بسيطة محملة بحمل موزع متساوي

كمرة بسيطة محملة بحمل موزع متساوي

الانحناء المرن لكمرة بسيطة محملة بحمل موزع متساوي عند نقطة المنتصف يمكن حسابها عن طريق:
{\displaystyle \delta _{C}={\frac {5qL^{4}}{384EI}}} حيث:: {\displaystyle F} = قوة عند منتصف الكمرة.
{\displaystyle L} = طول الكمرة الكلي.
{\displaystyle E} =معامل المرونة (معامل يونغ).
{\displaystyle I} = معامل عزم القصور الذاتي لقطاع العرضي لكمرة.
الانحناء عند أي نقطة {\displaystyle x} علي طول كمرة بسيطة محملة بحمل موزع متساوي يمكن حسابه عن طريق:
{\displaystyle \delta _{x}={\frac {qx}{24EI}}(L^{3}-2Lx^{2}+x^{3})}

## الوحدات
المعادلات المعطي بالأعلي تحتاج لاستخدام مجموعة معينة من الوحدات.معظم الحسابات تكون باستخدام نظام الوحدات الدولي أو باستخدام وحدات قياس عرفية أمريكية، علي الرغم من موجود الكثير من الأنظمة الأخرى.